# Davayé
Davayé [davaje] est une commune française située dans le département de Saône-et-Loire, en région Bourgogne-Franche-Comté.

## Géographie
Le village se situe dans le Mâconnais, à 6 km de Mâcon, à 65 km au nord de Lyon et à 400 km au sud de Paris.

### Climat
Pour des articles plus généraux, voir Climat de la Bourgogne-Franche-Comté et Climat de Saône-et-Loire.
En 2010, le climat de la commune est de type climat océanique dégradé des plaines du Centre et du Nord, selon une étude du Centre national de la recherche scientifique s'appuyant sur une série de données couvrant la période 1971-2000. En 2020, Météo-France publie une typologie des climats de la France métropolitaine dans laquelle la commune est dans une zone de transition entre le climat semi-continental et le climat de montagne et est dans la région climatique Bourgogne, vallée de la Saône, caractérisée par un bon ensoleillement (1 900 h/an), un été chaud (18,5 °C), un air sec au printemps et en été et des vents faibles.
Pour la période 1971-2000, la température annuelle moyenne est de 11,2 °C, avec une amplitude thermique annuelle de 17,7 °C. Le cumul annuel moyen de précipitations est de 810 mm, avec 10,1 jours de précipitations en janvier et 7,2 jours en juillet. Pour la période 1991-2020, la température moyenne annuelle observée sur la station météorologique de Météo-France la plus proche, « Mâcon », sur la commune de Charnay-lès-Mâcon à 4 km à vol d'oiseau, est de 12,3 °C et le cumul annuel moyen de précipitations est de 833,7 mm. 
La température maximale relevée sur cette station est de 39,8 °C, atteinte le 13 août 2003 ; la température minimale est de −21,4 °C, atteinte le 15 février 1956,,.
Les paramètres climatiques de la commune ont été estimés pour le milieu du siècle (2041-2070) selon différents scénarios d'émission de gaz à effet de serre à partir des nouvelles projections climatiques de référence DRIAS-2020. Ils sont consultables sur un site dédié publié par Météo-France en novembre 2022.

## Urbanisme

### Typologie
Au 1er janvier 2024, Davayé est catégorisée commune rurale à habitat dispersé, selon la nouvelle grille communale de densité à sept niveaux définie par l'Insee en 2022.
Elle est située hors unité urbaine. Par ailleurs la commune fait partie de l'aire d'attraction de Mâcon, dont elle est une commune de la couronne,. Cette aire, qui regroupe 105 communes, est catégorisée dans les aires de 50 000 à moins de 200 000 habitants,.

### Occupation des sols
L'occupation des sols de la commune, telle qu'elle ressort de la base de données européenne d’occupation biophysique des sols Corine Land Cover (CLC), est marquée par l'importance des territoires agricoles (87,4 % en 2018), une proportion sensiblement équivalente à celle de 1990 (87,5 %). La répartition détaillée en 2018 est la suivante : cultures permanentes (62,3 %), zones agricoles hétérogènes (20,3 %), zones urbanisées (11,6 %), prairies (3,9 %), terres arables (1 %), milieux à végétation arbustive et/ou herbacée (0,9 %), forêts (0,1 %). L'évolution de l’occupation des sols de la commune et de ses infrastructures peut être observée sur les différentes représentations cartographiques du territoire : la carte de Cassini (XVIIIe siècle), la carte d'état-major (1820-1866) et les cartes ou photos aériennes de l'IGN pour la période actuelle (1950 à aujourd'hui).

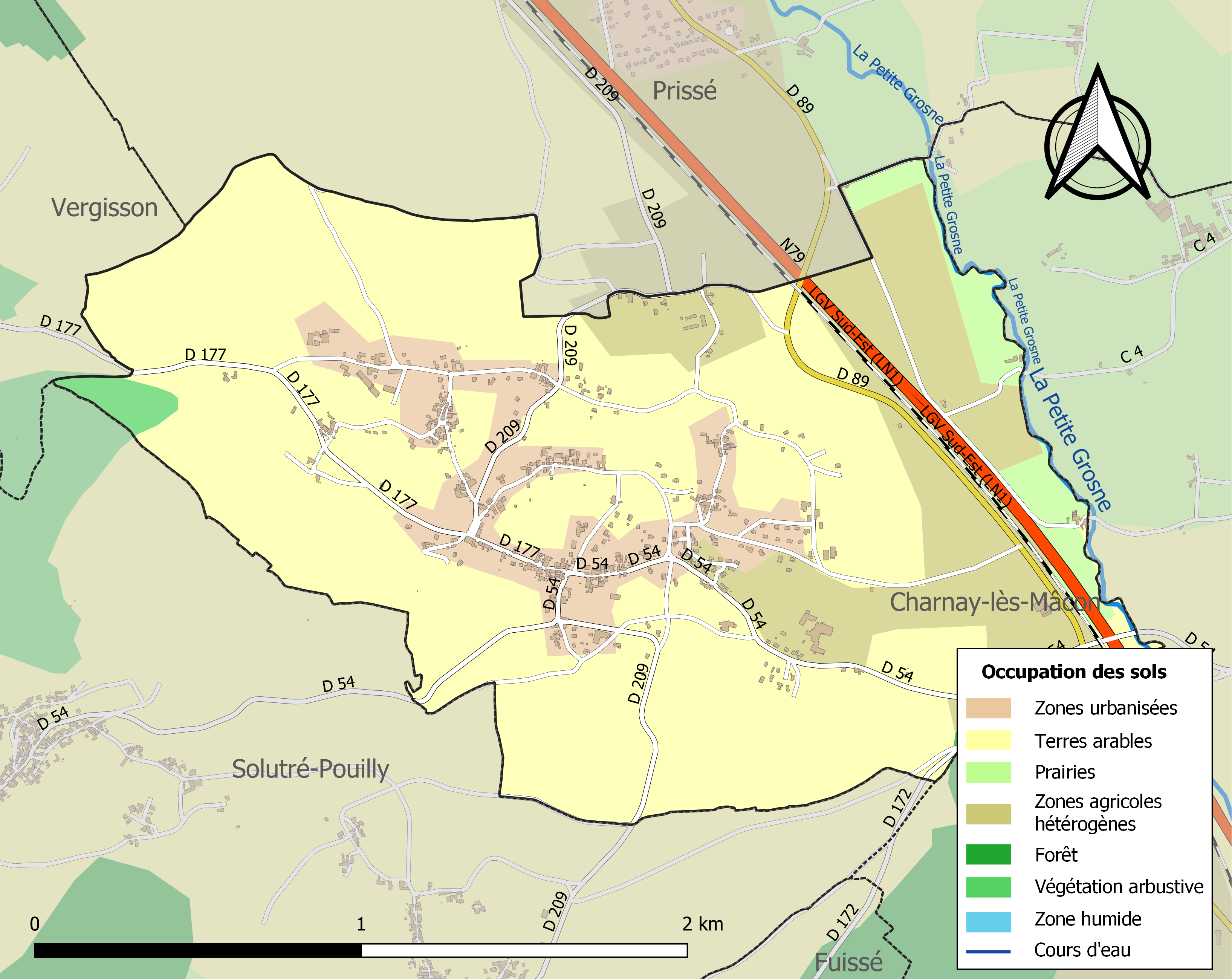
Carte des infrastructures et de l'occupation des sols de la commune en 2018 (CLC).

## Communications
Davayé est reliée par le biais de Mâcon aux grandes agglomérations voisines par différentes voies de communication :
- Infrastructures routières :
  - Autoroute A6 (axe Paris-Lyon),
  - Autoroute A40 (axe Mâcon-Genève),
  - Nationale 6,
  - RCEA (Route Centre Europe Atlantique) qui permet un accès entre Annemasse et Nantes ou Bordeaux ;
- Infrastructures ferroviaires :
  - Gare TGV (axe Paris-Marseille) ;
- Infrastructures fluviales : 
  - La Saône qui permet via le Rhône un accès à la mer Méditerranée.

## Politique et administration

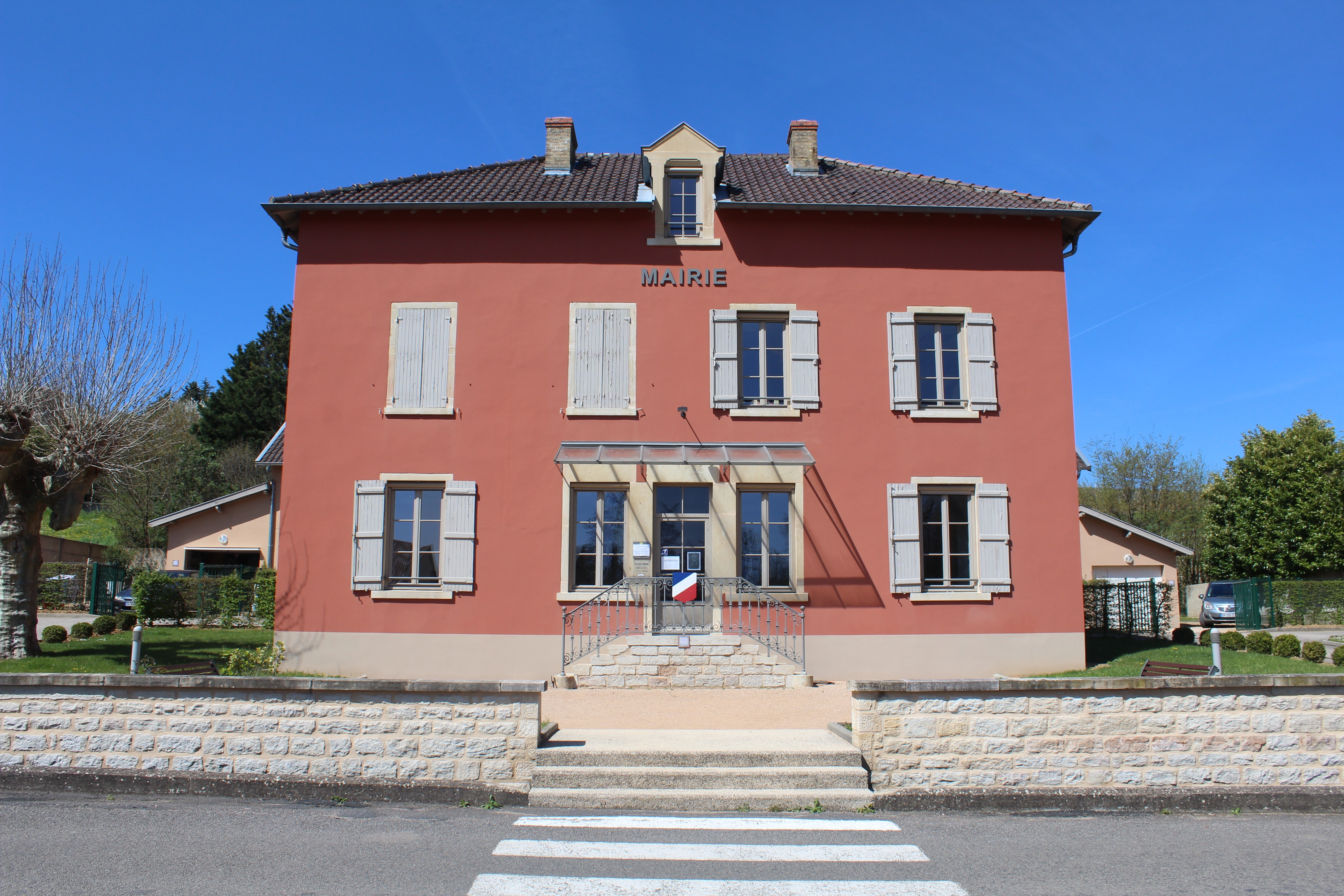
Mairie de la commune.

| Période                                  | Période  | Identité            | Étiquette | Qualité |
| ---------------------------------------- | -------- | ------------------- | --------- | ------- |
| mars 2001                                | 2009     | Jean-Claude Janiaud |           |         |
| 2009                                     | en cours | Michel du Roure     |           |         |
| Les données manquantes sont à compléter. |          |                     |           |         |

## Population et société

### Démographie
L'évolution du nombre d'habitants est connue à travers les recensements de la population effectués dans la commune depuis 1793. Pour les communes de moins de 10 000 habitants, une enquête de recensement portant sur toute la population est réalisée tous les cinq ans, les populations de référence des années intermédiaires étant quant à elles estimées par interpolation ou extrapolation. Pour la commune, le premier recensement exhaustif entrant dans le cadre du nouveau dispositif a été réalisé en 2007.

En 2022, la commune comptait 680 habitants, en évolution de −0,29 % par rapport à 2016 (Saône-et-Loire : −1,06 %, France hors Mayotte : +2,11 %).
| 1793 | 1800 | 1806 | 1821 | 1831 | 1836 | 1841 | 1846 | 1851 |
| ---- | ---- | ---- | ---- | ---- | ---- | ---- | ---- | ---- |
| 520  | 419  | 553  | 573  | 579  | 559  | 578  | 560  | 550  |

| 1856 | 1861 | 1866 | 1872 | 1876 | 1881 | 1886 | 1891 | 1896 |
| ---- | ---- | ---- | ---- | ---- | ---- | ---- | ---- | ---- |
| 505  | 538  | 561  | 570  | 582  | 563  | 585  | 535  | 526  |

| 1901 | 1906 | 1911 | 1921 | 1926 | 1931 | 1936 | 1946 | 1954 |
| ---- | ---- | ---- | ---- | ---- | ---- | ---- | ---- | ---- |
| 494  | 496  | 495  | 468  | 426  | 404  | 426  | 393  | 419  |

| 1962 | 1968 | 1975 | 1982 | 1990 | 1999 | 2006 | 2007 | 2012 |
| ---- | ---- | ---- | ---- | ---- | ---- | ---- | ---- | ---- |
| 427  | 466  | 527  | 610  | 630  | 617  | 682  | 685  | 677  |

| 2017 | 2022 | - | - | - | - | - | - | - |
| ---- | ---- | - | - | - | - | - | - | - |
| 694  | 680  | - | - | - | - | - | - | - |

### Enseignement
Sur le territoire de la commune est implanté le lycée viticole de Davayé, établissement agricole Lucie Aubrac avec internat fondé en 1967 sur un domaine de 34 hectares (dont 12 hectares de vignes).

### Cultes
Davayé appartient à l'une des sept paroisses composant le doyenné de Mâcon (doyenné relevant du diocèse d'Autun) : la paroisse Saint-Vincent en Val-Lamartinien, paroisse qui a son siège à La Roche-Vineuse et qui regroupe quinze villages du Mâconnais.

Les vignobles du Mâconnais.

## Économie
- Viticulture et élevage.

## Culture locale et patrimoine

### Lieux et monuments
- Château de Chevignes.
- Château de Rossan.
- Eglise romane Saint-Julien[19]

### Personnalités liées à la commune
- Pierre Desvignes de Davayé, seigneur de La Cerve et du château de Rossan, maire de Mâcon.

### Héraldique
| Blason de Davayé | Blason  | D'argent au cep de vigne sur son échalas, au naturel, fruité d'or sur un tertre de tenné. |
| Blason de Davayé | Détails | Le statut officiel du blason reste à déterminer.                                          |

## Pour approfondir